# Euphrasia bowdeniae
Euphrasia bowdeniae är en snyltrotsväxtart som beskrevs av W.R. Barker. Euphrasia bowdeniae ingår i släktet ögontröster, och familjen snyltrotsväxter. Inga underarter finns listade i Catalogue of Life.